# Selenia forsteri
Selenia forsteri là một loài bướm đêm trong họ Geometridae.